# Botro del Molino
Il Botro del Molino è il più grande, sia per lunghezza che per portata, tributario del Rio Ardenza. Deve il suo nome all'antico mulino costruito sul corso del torrente.

## Il corso del Botro del Molino
Il Botro del Molino nasce a 300 metri sul livello del mare, in prossimità del Monte Nero (313 m s.l.m.). A differenza degli altri torrenti della zona il corso d'acqua vanta di numerose sorgenti che garantiscono una portata alquanto simile per ogni stagione. Durante l'estate, quando il ramo maggiore del Rio Ardenza secca, evita che il corso d'acqua si prosciughi completamente.
Per i primi tre chilometri il corso del fiume è attraversato dai numerosi ponti di un'antica ma importante strada di collegamento, che offre numerosi scorci di paesaggi di raro splendore. La pendenza del Botro del Molino rimane superiore al 10% fino all'antico mulino, quando, il corso d'acqua, dopo aver attraversato un punto in cui è guadabile, diventa più ampio e lento.
In questo breve tratto il Botro del Molino aggira le pendici del Monte Rotondo, noto per la Villa Dupouy, ormai in rovina, posta in cima al colle di forma quasi perfettamente rotonda
Dopo quattro chilometri dalla sorgente il Botro del Molino si getta nel Rio Ardenza presso la fattoria Sant'Alò, con una portata considerevole per la sua lunghezza minima.

## Località attraversate (dalla sorgente alla foce)
- Canile comunale;
- Monte Rotondo;
- Villa Rodocanacchi;
- Fattoria Sant'Alò.